# Langkamm-Sägerochen
Der Langkamm-Sägerochen (Pristis zijsron) ist eine Art aus der Familie der Sägerochen.

## Merkmale
Wie alle Sägerochen weist auch der Langkamm-Sägerochen eine haiähnliche Gestalt auf. Er kann eine Gesamtkörperlänge von bis zu 7,3 m erreichen, obwohl Exemplare mit einer Gesamtkörperlänge von über 6 m selten sind. Der Rückenfärbung wird als grünlich-braun bis olivfarben beschrieben. Die Bauchseite ist blasser bis fast weiß.
Das zahnbewehrte Rostrum nimmt 22,9–33,6% der Gesamtkörperlänge ein. Rostralzähne sind auf der gesamten Länge des schwertförmigen Rostrums vorhanden, aber nicht gleichmäßig verteilt. Im Unterschied zum Schmalzahn-Sägerochen (Pristis pectinata) und dem Zwergsägerochen (Pristis clavata) stehen sie am anterioren Bereich des Rostrums dichter beieinander als an dessen Basis. Vom Gewöhnlichen Sägefisch (Pristis pristis) unterscheidet sich der Langkamm-Sägerochen durch die Position der ersten Rückenflosse, deren Basis deutlich hinter dem anterioren Ansatz der Bauchflossen beginnt.
Jungfische zeichnen sich durch eine ungleichmäßige Beschuppung aus. Die Dermaldentikel entlang der dorsalen Medianlinie sind größer als in anderen Körperbereichen. Ein weiters gesondertes Merkmal der Jungfische im Vergleich zu adulten Individuen ist der konvexe posteriore Rand der Schwanzflosse (weitgehend gerade bei adulten Exemplaren).

## Verbreitung
Das Verbreitungsgebiet des Langkamm-Sägerochens umfasst den tropischen und subtropischen Bereich des Indopazifiks vom Roten Meer bis zur Ostküste Südafrikas im Westen und den Küstengebieten von China, Papua-Neuguinea sowie der Nordküste Australiens im Osten. In vielen Teilbereichen des ursprünglichen Verbreitungsgebietes gilt die Art jedoch inzwischen als ausgestorben.

## Lebensweise
Der Langkamm-Sägerochen ist ein Bodenbewohner, der sich wahrscheinlich von kleineren Fischen, Tintenfischen und Krebstieren ernährt. Jungfische bevorzugen küstennahe Bereiche, Ästuare und Flussmündungen in Mangrovengebieten. Adulte Exemplare sind dagegen eher in küstennahen Schelfbereichen mit Wassertiefen von bis zu 100 m anzutreffen.
Langkamm-Sägerochen sind, wie alle Sägerochen, ovovivipar. Die Jungfische erreichen zum Zeitpunkt ihrer Geburt eine Gesamtkörperlänge von 77–97 cm. Die Geschlechtsreife wird wahrscheinlich im Alter von etwa neun Jahren, bei einer Gesamtkörperlänge von 3,4–4,3 m erreicht. Das Maximalalter wird mit etwa 24 Jahren angegeben.

## Systematik
Die Erstbeschreibung der Art erfolgte 1851 durch Pieter Bleeker. Die Ableitung des Artzusatzes zijsron ist unklar. Bleeker selbst machte dazu keine Angaben. Eine Benennung nach einer Person oder Örtlichkeit wird als eher unwahrscheinlich angesehen.
Eine phylogenetische Analyse der Sägerochen, basierend auf morphologischen und molekulargenetischen Daten der mitochondrialen DNA, durch Faria et al. weist Pristis zijsron als Schwestertaxon von Pristis pectinata aus. Das nebenstehende Kladogramm gibt das Ergebnis dieser Analyse in vereinfachter Form wieder.

## Status
Die IUCN führte die Art in ihrer Roten Liste gefährdeter Arten bis 2006 als „stark gefährdet“ („Endangered“) und bewertet den Status seit 2006 als „vom Aussterben bedroht“ („Critically Endangered“). Als Grund für die Neubewertung wird ein Populationsrückgang von >80% während der letzten 50 Jahre, hauptsächlich durch Überfischung und Habitatverlust, angeführt. Der internationale Handel mit Produkten aller Sägerochen-Arten ist nach dem Washingtoner Artenschutzübereinkommen seit 2007 verboten.